# Ectropina raychaudhurii
Ectropina raychaudhurii är en fjärilsart som beskrevs av Tosio Kumata 1979. Ectropina raychaudhurii ingår i släktet Ectropina och familjen styltmalar. Inga underarter finns listade i Catalogue of Life.